# Flora of Mount Desert Island, Maine
Flora of Mount Desert Island, Maine (abreviado Fl. Mt. Desert Isl.) es un libro con ilustraciones y descripciones botánicas que fue escrito conjuntamente por Edward Lothrop Rand & John Howard Redfield y publicado en Maine en el año 1894.